# Герб Новицкого сельского поселения
Герб Новицкого сельского поселения Партизанского муниципального района Приморского края Российской Федерации.
В состав Новицкого сельского поселения входят села Новицкое и Фроловка, посёлок Николаевка, хутор Орёл и железнодорожный разъезд Водопадный.
Герб утверждён решением № 2 исполкома Новицкого сельского Совета народных депутатов Партизанского района Приморского края 24 января 1991 года.
В Государственный геральдический регистр Российской Федерации не внесён.

## Описание герба
«В черном поле щита стилизованные серебряные руки, оберегающие зеленый трилистник на фоне золотого восходящего солнца. В центре композиции красные цифры „1884“. В левой части — орденская лента ордена Ленина. В вольной части щита на синем фоне золотой якорь».

## Описание символики
Стилизованное изображение рук — символ отваги, защиты Отечества, дружбы, труда.
Зелёный трилистник, бережно оберегаемый руками, — символ единства, гармонии.
Восходящее солнце говорит о том, что жители села одними из первых встречают трудовой день страны; символизирует прогрессивный расцвет села, его развитие, устремление в будущее.
Цифры «1884» рассказывают о начале истории горняцкого поселка Новицкое.
Орденская лента говорит о том, что единственный в Приморском крае совхоз-миллионер награждён орденом Ленина за выдающиеся показатели в сельскохозяйственном производстве.
Якорь указывает на административно-территориальную принадлежность села Приморскому краю.
Серебряный цвет знаменует собой совершенство, безупречность, чистоту, невинность, мудрость и радость.
Золотой цвет говорит о том, что в далеком селе в почете верховенство, величие, уважение, богатство. Он внушает веру, ориентирует на будущее.
Чёрный цвет символизирует постоянство, скромность, мир, плодородие земли.
Автор герба — Александр Николаевич Юрасов.